# Gojushichi butsu
Il lignaggio dei Cinquantasette Patriarchi o Gojushichi Butsu rappresenta la Trasmissione del Dharma da una generazione all'altra.
Nelle versioni relative ai templi ed ai monasteri in cui è adottato, viene recitato all'inizio o alla fine di tutte le sedute di meditazione quotidiane per aiutare a ricordare ai monaci e ai praticanti laici, discepoli di un maestro Zen la validità dell'insegnamento che, da cuore a cuore, da Shakyamuni a Mahakashapa ad oggi, lega attraverso i secoli gli illuminati del passato con quelli attuali.
Per rimarcare ulteriormente questa continuità e l'equivalenza di ogni realizzazione tra i Buddha leggendari del passato e i capostipiti dei monasteri delle varie scuole, spesso, in varie tradizioni viene aggiunto al nome di ogni maestro l'appellativo Daiosho, ovvero grande illuminato o grande maestro.
Venne sviluppato perlopiù in Cina, durante la dinastia Tang, incorporando grandi nomi del buddismo indiano e del buddismo mahayana, ma venne pubblicato per la prima volta alla fine di questo periodo.

## Storia della composizione dell'opera
L'idea di comporre un elenco di patriarchi per il buddismo Chan viene documentata dall'Epitaffio per Fărú (法如 638–689), un discepolo del Quinto Patriarca Hóngrĕn (giapponese. Daiman Konin 弘忍 601–674). Nel Trattato delle Due Entrate e delle Quattro Pratiche ( inese: Èrrù sìxíng lùn giapponese. Ninyū shigyō ron, 二入四行論) e nel Continuazione delle Biografie di Monaci Eminenti (cinese: Xù gāosēng zhuàn, giapponese: Zoku kōsō den, 續高僧傳), i maestri Daoyu e Huìkě sono documentati come i soli discepoli identificati di Bodhidharma. 
L'epitaffio per Farù fornisce un elenco di discendenze che identifica Bodhidharma come primo patriarca
Seguono nel VI secolo d.C. raccolte di biografie di monaci famosi, da cui deriveranno i nomi che si trovano oggi riconosciuti nei lignaggi Chan e Zen.
Secondo il buddhologo americano John R. McRae, questo schema venne sviluppato nel corso dei diversi secoli e
rappresenta un prodotto combinato della cultura cinese e indiana, con alcuni elementi ereditati "dalla grande tradizione del Buddismo Mahayana dell'Estremo Oriente", come la citazione dei sette Buddha leggendari del passato.
Il sistema di lignaggio cinese venne pubblicato certamente intorno al 952 d.C.
Daisetsu Teitarō Suzuki aggiunse che le scuole del buddismo Chan, che avevano acquisito popolarità tra il VII e il VIII secolo d.C., attrassero presto delle critiche dal mondo intellettuale cinese, poiché, nel suo rifiuto delle forme e di rigore intellettuale, non conservavano come invece era uso delle scuole filosofiche dell'Impero di Mezzo, una registrazione della trasmissione diretta del Chan autorizzata dai propri fondatori. Quindi venne aggiunto Bodhidharma come ventottesimo patriarca del buddismo proprio per rispondere a questo tipo di accuse.

## Composizione del lignaggio

### I Sette Buddha dell'Antichità
I sei buddha dell'Antichità sono stati probabilmente scelti dai Ventisei Buddha citati nel Buddhavamsa, presente nel Canone Pali Theravada, dove vengono raccolte le biografie di quegli uomini illuminati del passato che avevano previsto e trasfigurato, nelle loro esistenze, la nascita e il risveglio del Saggio degli Shakya, Siddartha Gautama, che difatti viene citato come settimo, in quanto Buddha dell'epoca presente. Le loro biografie riflettono molte somiglianze con quella attribuita al Buddha Storico, se non per la manifestazione di poteri sovrannaturali e le caratteristiche straordinarie che vengono loro attribuite.
Dei ventisei raccontati nel Sutta Pitaka, sono stati scelti oltre a Shakyamuni, per rappresentare una continuità, gli ultimi sei, tra l'ultima kalpa immediatamente precedente e quello presente.
- Vipassī Buddha (sanscrito: Vipasyin Buddha, giapponese: 毘婆尸佛, Bibashibustsu), il buddha della Chiara Visione
- Sikhī Buddha (sanscrito: Sikhi Buddha, giapponese: 尸棄佛, Shikibutsu), il Buddha della Conoscenza vestito con le tinte di una fiamma.
- Vessabhū Buddha (sinhala: වෙස්සභු බුද්ධ, Wessabhu Buddha, giapponese: 毘舍浮佛, Bishafubutsu)
- Kakusandha Buddha (sanscrito: Krakucchandha Buddha, cinese: 拘留孙佛, Ju Liù Sun Fò giapponese: 拘留孫佛, Kurusonbutsu), primo buddha del kalpa attuale. Predisse al Re Khema, una delle reincarnazioni precedenti del bodhisattva successivamente rinato come Siddartha Gautama, il suo futuro Risveglio.
- Koṇāgamana Buddha (sanscrito:Kanakamuni Buddha, cinese:那含牟尼, Jū nà hán móu ní Fò, giapponese: Kunagonmunibutsu), secondo grande risvegliato dell'attuale Kalpa
- Kassapa Buddha (sanscrito: Kashyapa Buddha, cinese: 迦葉佛, Jia Ye Fò, giapponese: Kashobutsu), terzo grande risvegliato del kalpa attuale, il cui stupa viene tramandato come una delle meraviglie dell'architettura buddista.
- Shakyamuni Buddha, Siddartha Gautama (cinese: 釋迦牟佛,Shì Jiā Móu Fó, giapponese: Shakamunibutsu), buddha storico e iniziatore della tradizione buddista.

### I patriarchi indiani, dal Buddha Shakyamuni a Bodhidharma
Questa parte di lignaggio raccoglie i discendenti indiani che, da maestro a discepolo, sono stati riconosciuti come ricettori e, a loro volta, maestri degli insegnamenti Chan e Zen. Partendo da Maha Kashapa, che, secondo la famosa leggenda, cogliendo intuitivamente la realizzazione della Natura di Buddha da Shakyamuni stesso, viene considerato l'iniziatore del Chan, viene fatta seguire una selezione di importanti maestri buddisti, come quello del compositore dei Buddhacarita, la prima biografia del buddha esistente, Asvaghosa. Successivamente, grandi patriarchi del buddismo Mahayana come Nagarjuna e Vasubandhu, evidenziano ancora più specificatamente la natura dell'insegnamento che Bodhidharma svilupperà da loro. 
Il Denkoroku, la "Trasmissione della Lampada" tramandata a noi dal patriarca Soto Keizan Jokin, mostra i nomi di Ventotto Patriarchi in questa sequenza:
- Mahākāśyapa (pali: Mahakassapa; cinese: 大迦葉 Dà Jiā Zè, giapponese: Makakasho), discepolo diretto del Buddha, primo successore come guida del Dharma dopo la sua morte e primo maestro Zen.
- Ananda (cinese: 阿難陀, Ānánduò, giapponese: Ananda), cugino del Buddha e suo secondo successore, viene anche chiamato Custode del Dharma, perché, come attendente di Gautama, ne aveva memorizzato ogni insegnamento. A lui si fanno risalire le fonti orali da cui venne poi composto il Canone pāli
- Śānavāsa (cinese: 商那和修,Shāngnàhéxiū, giapponese: Shonawashu), discepolo diretto di Ananda.
- Upagupta (cinese: 優婆掬多, Yōupójúduō, giapponese.: Ubakikuta). Èritenuto essere il maestro dell'imperatore Ashoka. L'assenza del suo nome nei testi Theravada successivi fanno supporre che fosse un monaco della scuola Sarvāstivāda.
- Drhtaka (cinese: 提多迦 Dīduōjiā, giapponese: Daitaka)
- Micchaka (cinese: 彌遮迦 Mízhējiā, giapponese: Mishaka) Fu uno dei maestri che diffuse il Dharma nell'India del Nord.
- Vasumitra (cinese: 婆須密 Póxūmì, giapponese: Bashumitsu). A questo nome sono attribuite almeno dieci figure note del Buddismo indiano, compreso uno dei compilatori dell'Abhidharma
- Buddhanandi (cinese: 浮陀難提, Fútuónándī, giapponese: Butsudanandai) discepolo di Mishaka, fu un monaco della Scuola dei Nikaya di Kamarupa nell'India del Nord.
- Buddhamitra (cinese: 浮陀密多 Fútuómìduō, giapponese: Fudamitta) Una delle figure autorevoli femminili più antiche del buddismo. Vissuta intorno al 60 d.C., fu una monaca Sarvāstivāda vissuta nell'Impero Kushan e un'abile diplomatica. La sua esistenza è testimoniata da un'iscrizione su uno dei monumenti di Kosam, oggi conservato nel museo di Allahabad.
- Pārśva (cinese: 婆栗濕婆 Pólìshīpó, giapponese: Barishiba)
- Punyayaśas(cinese: 富那夜奢 Fùnàyèshē, giapponese: Funayasha)
- Anabodhi o Aśvaghoṣa (cinese:阿那菩提 Ānàpútí o 馬鳴 Mǎmíng, da cui i rispettivi giapponesi Anabotei e Memyo). Discepolo di Barishiba ed illustre maestro Mahayana, viene ricordato come il compositore dei Buddhacarita e di altri testi importanti del canone cinese e della tradizione tibetana. Fu ricordato anche come uno dei migliori poeti epici dei suoi tempi.
- Kapimala  (cinese: 迦毘摩羅 Jiāpímóluó, giapponese: Kabimora) Discepolo di Asvaghosa. Vissuto a Pataliputra, nel Magadha, si narra che fu un abile retore con poteri sovrannaturali.
- Nāgārjuna (cinese: 龍樹 Lóngshù giapponese: Ryuju o Nagyaharajuna) Fondatore della scuola Madyamika ed ideatore della dottrina del śūnyatā, o Vacuità. Figura chiave del Buddismo Mahāyāna, fondò la grande università buddista di Nālandā
- Āryadeva, detto anche Kanadeva (cinese:聖天 Shèngtiāno 迦那提婆Jiānàtípó, giapponese: Shonen o Kanadaiba) Filosofo, fondatore della scuola Mādhyamika e seconda guida dell'università di Nālandā
- Rāhulata (cinese: 羅睺羅多 Luóhóuluóduō, giapponese: Ragorata)
- Sanghānandi (cinese: 僧伽難提 Sēngqiénántí, giapponese: Sogyanandai)
- Sanghayaśas (cinese: 僧伽舍多 Sēngqiéshèduō, giapponese: Sogyayasha o Kayashata)
- Kumārata (cinese: 鳩摩羅多 Jiūmóluóduō, giapponese: Kumorata)
- Śayata (cinese: 闍夜多 Shéyèduō, giapponese: Shayata)
- Vasubandhu (cinese: 世親 Shìqīn, giapponese: Bashubanzu) Grande filosofo Mahayana, fondatore della scuola Cittamātra o Yogācāra
- Manorhita (cinese: 摩拏羅 Mónáluó, giapponese: Manura)
- Haklenayaśas (cinese: 鶴勒夜那夜者 Hèlèyènàyèzhě, giapponese: Kakurokuna)
- Simhabodhi (cinese: 師子菩提 Shīzǐpútí, giapponese: Shishibodai)
- Vasiasita (cinese: 婆舍斯多 Póshèsīduō, giapponese: Bashashita)
- Punyamitra (cinese: 不如密多 Bùrúmìduō, giapponese: Funyomitta)
- Prajñātāra (cinese: 般若多羅 Bānruòduōluó giapponese: Hannyatara) Brahmano convertito al Buddismo. In alcune tradizioni, è di genere femminile.
- Bodhidharma (cinese: 菩提達摩 Pútídámó, giapponese: Bodaidaruma) Leggendario fondatore della Scuola Chàn in Cina.

### I primi sei patriarchi cinesi
I primi sei patriarchi del Buddismo Chán rappresentano la fondazione, più o meno verosimile, della scuola buddista in Cina, e fino al sesto patriarca Huìnéng, sono comuni a tutte le scuole esistenti oggi in Giappone. Nonostante questo, le raccolte di memorie dalle quali si possono derivare i lignaggi attuali divergono per alcuni motivi, tra i quali la discendenza dell'Epitaffio di Farù, che riconosce come legittimo erede Farù stesso, e di almeno altri due lignaggi a noi tramandati dalla scuola che si sviluppò dal secondo erede del Quinto Patriarca Daman Hongren, Yuquan Shenxiu (玉泉神秀 giapponese Jinshu), fondatore della scuola settentrionale del Chàn cinese, e non appunto dal rivale Huineng, da cui si sviluppò invece la scuola meridionale da cui, a loro volta, deriveranno le scuole dello Zen giunte sino a noi.
Nelle righe seguenti troverà posto il lignaggio come tramandato nelle scuole attuali, seguito dalle versioni alternative di altre fonti.
- Bodhidharma è considerato sia come ultimo patriarca indiano sia come primo patriarca cinese
- Dazu Huiké (慧可, giapponese Taiso Eka) Successore diretto di Bodhidharma, la sua esistenza è avvolta nella leggenda.
- Jianzhi Sengcan (僧璨 giapponese Kanchi Sosan) Gli fu attribuito lo XiXin Ming, di cui però non è riconosciuto come autore.
- Dayi Daoxin (僧璨 giapponese Daii Doshin)
- Daman Hongren (僧璨 giapponese Daiman Konin)
- Dajian Huineng (惠能 giapponese Daikan Eno)

Nonostante ciò:
- La Continuazione delle Biografie di Monaci Eminenti (Xù gāosēng zhuàn 續高僧傳) di Dàoxuān(道宣) coincide con il lignaggio tramandato nei monasteri Zen, tranne che per la citazione di un Sesto Patriarca dopo Hóngrěn
- Nella Raccolta della Trasmissione del Gioiello del Dharma (Chuán fǎbǎo jì 傳法寶記) di Dùfěi (杜胐), dopo Bodhidharma, il Secondo patriarca è il discepolo Dàoyù (道育), mentre Huiké figura come suo successore. Inoltre, essendo l'autore probabilmente legato alla Scuola Settentrionale, questa versione trova Fǎrú come erede di Hóngrěn, e un Settimo Patriarca nel rivale diretto di Huìnéng, Yuquan Shenxiu
- Anche nella Storia di Maestri e Discepoli nel Laṅkāvatārasūtra (Léngqié shīzī jì 楞伽師資紀記) di Jìngjué (淨覺), viene riconosciuto Dàoyù (道育) come Secondo Patriarca, mentre Shenxiu figura direttamente come erede di Hóngrěn e Sesto Patriarca
- Lo Xiǎnzōngjì (显宗记) di Shénhuì (神会) riporta invece il lignaggio come viene recitato abitualmente, e con Huìnéng come Sesto Patriarca, cui fa seguire il maestro Yongjia Xuanjue (永嘉玄覺; giapponese Yoka Genkaku), citato anche in un celebre racconto nel Denkoroku.

I maestri principali del Buddismo Chán sono comunemente conosciuti con l'epiteto di "Patriarchi", nonostante la traduzione più precisa dei termini cinesi sia "Antenati" o "Fondatori", (祖,Zǔ) oppure "Antichi Maestri" (祖師,Zǔshī)

### Maestri e scuole della dinastia Tang

#### Dai lignaggi della Scuola Settentrionale di Yuquan Shenxiu e della Scuola Meridionale di Huineng, ai successori Shítóu Xīqiān e Mazu Daoyi
Il periodo contemporaneo e di poco successivo ai maestri Dàoxìn e Hóngrěn viene definito con l'espressione Insegnamenti della Montagna dell'Est, per il luogo in cui risiedeva il maestro Hóngrěn nella provincia di Hunangmei. Questo termine fu usato dalla prima volta dal maestro Shenxiu, uno dei principali eredi di Hongren. Egli, nel 701 fu invitato alla Corte dell'Imperatrice Wu, che le rese omaggio della reverenza imperiale, grazie alla quale fu riconosciuto il patriarca legittimo del Chàn dei tempi. Ciò spiega perché le prime trasmissioni di lignaggi vedessero lui come Sesto Patriarca.
Nonostante questo, fu Huìnéng(惠能; 638–713) ad essere ricordato come uno dei maggiori fondatori del Buddismo Chàn e uno dei primi che sistematizzò l'insegnamento rendendolo simile a quello noto oggi. I suoi discendenti fonderanno le Cinque Scuole popolari nella dinastia Tang. Di queste cinque scuole, le tre più attive nell'era Tang verranno incorporate durante la Crisi dell'Era Song, dalla Caodong e dalla Linji, le uniche sopravvissute e portate in Giappone fino ai giorni nostri.
Le cinque scuole sono:
- La scuola Guiyang (潙仰宗), che prende il nome dai maestri Guishan Lingyou (771–854) e Yangshan Huiji (813–890), discendenti di Mazu Daoyi[11];
- La scuola Linji (臨濟宗), che prende appunto il nome da Línjì Yìxuán, il maestro iconoclasta per eccellenza, anch'egli discendente di Mazu;
- La scuola Caodong (曹洞宗), che prende il nome dai maestri Dongshan Liangjie (807–869) e Caoshan Benji (840–901), e da cui Dogen trarrà lo Zen che porterà in Giappone;
- La scuola Yunmen (雲門宗), che prende il nome dal maestro Yunmen Wenyan (morto nel 949), il cui lignaggio vede tra i patriarchi lo stesso Shitou Xiqian della Caodong;
- La scuola Fayan (法眼宗), che prende il nomen dal maestro Fayan Wenyi (885–958), un grande discepolo del maestro Xuefeng Yicun.

#### Il lignaggio di Seigen Gyoshi e Sekito Kisen: alle radici della scuola Caodong
Il lignaggio dei discendenti di Huìnéng da cui deriveranno i fondatori della scuola Soto inizia con il maestro Qingyuan Xingsì (青原行思 giapponese Seigen Gyoshi), ma è maggiormente noto alle biografie per essere la linea in cui si trova il maestro Shítóu Xīqiān (石頭希遷. giapponese: Sekito Kisen), autore del Sandokai e citato più volte nello Shōbōgenzō di Dogen Zenji.
Dal maestro Sekito, a loro volta, discenderanno Tianhuang Daowu (giapponese Tennō Dago) e Yaoshan Weiyan (giapponese Yakusan Igen) le cui linee di discendenza faranno seguire importanti sviluppi:
A Tianhuang Daowu, succederanno Longtan Chongxin (giapponese Ryūtan Sōshin) e Xuefeng Yicun (giapponese Seppō Gison). Dai discendenti di quest'ultimo, Jingqing Daotu (giapponese Kyōsei Dōfu) e Yunmen Wenyan (雲門文偃 giapponese Unmon Bennen), si dipartiranno due lignaggi da cui deriveranno rispettivamente Fayan Wenyi, fondatore della Scuola Fayan omonima, e Dongshan Shouchu' (洞山守初, giapponese Tozan Shusho), da cui invece deriverà la Scuola Yunmen.
Da Yaoshan Weiyan, discenderanno invece:
- Yunyan Tansheng (giapponese: Ungan Donjo)
- Dongshan Liangjie (洞山良价 giapponese: + Tozan Ryokai) compositore dello Hokyozanmai e del Poema dei Cinque Ranghi, da cui deriverà un importante concetto tipico della Scuola Soto

Curiosamente, si indica in Caoshan Benji il secondo fondatore, da cui, dopo Dongshan, la scuola cinese Caodong prenderà definitivamente forma, ma è invece da Yunju Daoying (giapponese Ungo Doyo) che è disceso quel lignaggio di cui Dogen sarà successore, contribuendo alla fondazione del Soto giapponese, che è il seguente:
- Tongan Daopi (同安道丕 giapponese Doan Dohi)
- Tongan Guanzhi (同安道丕 giapponese Doan Kanshi)
- Liangshan Yuanguan (粱山緣觀 giapponese Ryozan Enkan)
- Dayang Jingxuan (大陽警玄 giapponese Taiyo Kyogen) unico maestro Caodong a traghettare la sua scuola attraverso la crisi della prima età Song
- Touzi Yiqing (投子義青 giapponese Toshi Gisei)
- Furong Daokai (芙蓉道楷 giapponese Fuyo Dokai)
- Danxia Zichun (丹霞子淳 giapponeseTanka Shijun)
- Zhenxie Qingliao (真歇清了 giapponese Shinketsu Shōryō o Choro Seiryo)
- Tiantong Zongjue (天童宗珏 giapponese Tendo Sokaku)
- Xuedou Zhijian (雪窦智鑑 giapponese Setcho Chikan)
- Tiāntóng Rújìng (天童如淨 giapponese Tendo Nyojo), maestro cinese da cui Eihei Dōgen trarrà la dottrina e il lignaggio fondante per il Soto giapponese.

#### Il lignaggio di Nangaku Ejo e Baso Doitsu: alle radici della tradizione Linji
La linea di grandi maestri alle radici del lignaggio Rinzai fa risalire ad uno degli allievi più promettenti di Huineng, Nányuè Huáiràng (南嶽懐譲, giapponese Nangaku Ejo) e ad uno dei maggiori maestri Zen del tempo, Mazu Daoyi (giapponese Baso Doitsu), che vengono citati insieme in alcuni koan del Mumonkan. Tuttavia, il legame tra Huineng e Nangaku è dubbio, ed è probabilmente il frutto di una revisione successiva della storia del Chàn..
Mazu è uno dei maestri più importanti e citati nello Zen, e i suoi discendenti diretti non sono da meno:
- Nanquan Puyuan (南泉普願: giapponese: Nansen Fugan), il maestro del Monte Nanquan, e il suo discendente, Zhaozhou Congshen (趙州從諗, giapponese: Joshu Jushin), che compare in numerosi koan per il suo atteggiamento singolare e le sue affermazioni acute.
- Baizhang Huaihai (百丈懷海 giapponese: Hyakujo Ekai), famoso per aver introdotto uno dei primi codici di disciplina monastica del Chàn, in cui diventa rilevante il ruolo del lavoro in consapevolezza, sarà a sua volta seguito da Guishan Lingyou, primo fondatore della Scuola Guiyan, e da Huangbo Xiyun (黄檗希運 giapponese: Obaku Kiun), maestro del fondatore della famosa scuola che prende il suo nome, Línjì Yìxuán (臨濟義玄 giapponese: Rinzai Gigen)

Dalla scuola del Maestro Linji derivarono alcuni dei maestri più celebri del Chan successivo, come Yuanwu Keqin e Dahui Zonggao. Essa diventerà la scuola dominante del Chàn cinese.
Secoli dopo, i suoi insegnamenti arriveranno in Giappone dapprima tramite gli insegnamenti del maestro Eisai, poi di grandi praticanti che porteranno con loro il lignaggio dopo un viaggio nel continente, come Enni Ben'en,e di diversi maestri cinesi, quali 'Wuxue Zuyuan, conosciuto anche come Bukko Kokushi, Wuan Puning (giapponese: Gottan Funei) e Yishan Yining (giapponese: Issan Ichinei) che contribuiranno, con il loro esempio, a rendere stabile la tradizione del maestro iconoclasta, rendendola dominante anche nella cultura giapponese.

## Sviluppi successivi

### Lo Zen giapponese
Di ventiquattro diversi lignaggi Zen che sono ricordati essere trasmessi in Giappone, ne sono sopravvissuti solo tre.
Il lignaggio Caodong fu trasmesso in Giappone da Dogen, che lo portò dalla Cina nel XIII secolo. Dopo la "diatriba della terza generazione" tra gli immediati successori del fondatore, fu stabilizzato, da Keizan Jōkin e Gasan Joseki in poi, in un'organizzazione stabile e monistica, la Sōtō-shū attuale, che trova il suo riferimento nei monasteri centrali, o Daihonzan Eiheiji e Sojiji.
I lignaggi discesi da Linji furono trasmessi dal Giappone da vari maestri cinesi e giapponesi che, supportati dapprima dal potente clan Hojo, e successivamente dalla stessa Casa Imperiale, fondarono in Giappone dei monasteri indipendenti. Il rapporto con il potere statale contribuì, oltre che alla loro prosperità, a disciplinare la loro conduzione in un'organizzazione gerarchica, al cui vertice erano posti i monasteri del Gozan (cinque montagne), i più vicini alla corte imperiale, che divennero famosi come centri per la formazione dell'arte per cui il Giappone è ancora oggi rinomato, e in subordine, insieme ai centri Soto, venivano riconosciuti i centri del Rinka (sotto il bosco), situati in ambienti rurali, fuori dalle grandi città, in cui spesso l'insegnamento portato era più rigoroso.
Essi vennero complessivamente riconosciuti con il nome di scuola Rinzai.

#### La scuola Soto
Nonostante Dōgen stesso enfatizzasse l'importanza della purezza degli insegnamenti trasmessi e del legame con un lignaggio riconosciuto, più vicino all'insegnamento originario, anche la scuola Soto vede alle sue radici nell'influenza di più lignaggi e di diverse trasmissioni, che sarebbero state sistematizzate in un'unica dottrina solamente tempo dopo.
Il fondatore Dogen stesso ricevette la Trasmissione del Dharma dal maestro cinese Rujing, con il quale studiò per due anni, ma nel Soto successivo fu anche considerato l'erede del maestro Myozen, un maestro Rinzai, con cui egli studiò per otto anni..Tettsū Gikai, tra i primi discendenti di Dogen, viene considerato anche come erede di Nōnin, il fondatore della Daruma Shu, una delle prime a portare gli insegnamenti Rinzai in Giappone.. Persino l'erede di Gikai, Keizan Jōkin, fu il successore di almeno due lignaggi, e forse furono proprio le influenze conseguenti alla miscela di più insegnamenti a determinare la successiva distanza dello Zen del Soto di Keizan da quello di Dogen, che avrebbe determinato lo sviluppo di tutta la dottrina successiva fino al Novecento.
A sua volta, lo stesso lignaggio Caodong che Dogen ricevette attraverso Rujing passò da Dayang Jingxuan a Touzi Yiqing attraverso la mediazione del maestro Linji Fushan Fayuan, che a sua volta studiò sotto Dayang Jingxuan. Alla morte di Jingxuan, Fayuan ricevette dal maestro, come da tradizione nel Chan cinese, il ritratto, la veste e il verso che esprimevano il suo insegnamento 
 promettendo di trasmetterli ad un successore valido. Fayuan scelse quindi di trasmettere il lignaggio al discepolo Touzi Yiqing. Questo avvenimento, se venne riconosciuto nel Denkoroku di Keizan Jokin, venne però rimosso nella versione ordinaria degli scritti di Dogen tramandati all'interno della dottrina Soto.
Dopo Dogen, quindi, Koun Ejō viene nominato abate di Eiheiji e diretto discendente del proprio maestro.
Già durante la guida di Ejo, si accesero gli scontri per la successione di Dogen tra i discepoli che vollero rimanere fedeli al metodo insegnato dal fondatore, di cui fecero parte il quarto e il quinto abate di Eiheiji, Gien e Giun, e quelli che vollero allargare la neonata dottrina Soto a pratiche di altre scuole, per poter condurre dei riti devozionali richiesti dai laici, tra i quali vi sono il terzo abate di Eiheiji, considerato oggi come terzo patriarca della Soto, Tettsū Gikai. 
Questa "diatriba della terza generazione", conosciuta con il nome giapponese di sandai sōron (三代相論) durò cinquant'anni, compromettendo il prestigio e il destino dei centri che facevano riferimento alla guida di Dogen. Fu con l'opera riformatrice del fondatore di Sojiji, Keizan Jokin,  proseguita in molti centri dal successore Gasan Joseki che la Soto venne stabilizzata nella forma oggi conosciuta.
Oltre all'esempio di questi patriarchi, non esiste per le scuole Soto un lignaggio univalente fino ad oggi, oltre forse al lignaggio dei Daihonzan Eiheiji e Sojiji che riguarda dei maestri che hanno influenzato la trasmissione della dottrina Soto in tutti i monasteri.

#### La scuola Rinzai
Sebbene la scuola Rinzai veda un precursore nel maestro Tendai Eisai, essa si sarebbe consolidata in Giappone solo tramite il ruolo di altri pionieri successivi. Alcuni di essi, come Dogen ed Eisai, furono giapponesi che intrapresero un viaggio in Cina per ottenere la trasmissione da un maestro del continente, il cui prestigio era indispensabile per essere riconosciuti in patria. Altri invece furono missionari cinesi che arrivarono in Giappone per trapiantare il loro insegnamento e per sfuggire dalla crisi che l'invasione mongola dell'inizio dell'età Yuan portava con sé.
La loro attività in Giappone fu sostenuta dapprima dalla potente famiglia Hojo, poi principalmente dagli Shogun della famiglia Ashikaga, che diventeranno principi tra i daimyō giapponesi per tutta l'era Muromachi, infine da numerosi esponenti della famiglia imperiale. Il supporto dei potenti era funzionale alla stabilizzazione di una cultura su cui si formasse un nuovo sistema di potere, quindi fu naturale che, dopo pochi anni in cui furono fondati i primi templi, lo shogunato si organizzasse perché lo sviluppo della scuola Rinzai fosse diretto e condizionato dal governo di Kamakura. Il sistema Gozan, o "delle Cinque Montagne" derivato dall'omonimo cinese Wushan, comprendeva cinque monasteri principali ma dieci subalterni, e distingueva i centri più vicini ai governi shogunali e alla corte, i cui abati erano direttamente nominati da shogun e bakufu. Essi divennero i principali animatori della cultura giapponese che dalla sensibilità dello Zen trarrà le sue radici. Tra i maestri di questo sistema, uno dei protagonisti fu senza dubbio Muso Soseki.
Al di fuori del sistema dei Gozan si trovano i monasteri della categoria del Rinka. Spesso situati in zone rurali, lontano dalle capitali del potere, essi non riconoscevano all'autorità politica il diritto di intervenire nelle scelte interne del monastero, e comprendevano sia centri Rinzai che tutti i centri appartenenti alla scuola Soto. Al sistema Rinka appartennero non solo piccoli centri di montagna, ma anche grandi monasteri prestigiosi, come il Daitokuji e il Myoshinji, centri del lignaggio Ōtōkan, che dal Seicento in poi fu quello a cui lo Zen Rinzai fa principalmente riferimento. 
Iniziato da Nanpo Jōmyō, o Daio Kokushi (南浦紹明) (1235–1308), che ricevette la Trasmissione in Cina dal maestro Xutang Zhiyu (虚堂智愚 giapponese: Kido Chigu 1185–1269) nel 1265, questo lignaggio vede maestri che ebbero un ruolo fondamentale nello sviluppo dello Zen Rinzai, come Shuho Myocho, meglio noto come con il titolo onorifico di Daito Kokushi, e Kanzan Egen, fondatore del secondo monastero principale del lignaggio.
Ad oggi, le due scuole principali Rinzai derivano dall'opera dei maestri Inzan Ien 隱山惟琰 (1751–1814) e Takujū Kosen 卓洲胡僊 (1760–1833) e traggono entrambe origine dal rinnovatore che contribuì a traghettare lo Zen Rinzai nella forma attuale: il maestro Hakuin Ekaku.

#### Due casi particolari: la Obaku shu di Ingen Ryūki e la svolta di Harada Daiun Sogaku
Ad una visione superficiale, si può ricondurre la storia dello Zen giapponese a quella delle scuole Rinzai e Soto, ed al loro sviluppo parallelo. Tuttavia, esistono un po' di eccezioni di maestri eclettici che hanno saputo, in una ricerca di maggiore genuinità, differenziarsi dal rigore delle tradizioni ortodosse per prendere nuove strade.
Un esempio valido può essere quello del maestro Ingen Ryūki che cercò, come molti altri maestri cinesi prima di lui, di trapiantare in Giappone la dottrina Linji che aveva imparato. Ma in un periodo in cui la scuola Rinzai aveva adottato un insegnamento ben definito, egli portò una pratica molto diversa dallo Zen giapponese, più intellettuale e sincretica, che usava la pratica del Nembutsu della Scuola Jodo come mezzo per concentrare la mente. Rigettata dai maestri Rinzai contemporanei, dunque, la scuola di Ryūki diventò indipendente, assumendo il nome di Ōbaku-shū e diventando la terza scuola Zen presente in Giappone, con sede al Mampukuji di Uji, presso Kyoto. Egli ebbe tra i suoi allievi i grandi calligrafi Mokuan Shoko e Shikuchi Noitsu, oltre al maestro Tetsugen Doko, autore di una delle prime traduzioni in giapponese del canone cinese.
La fine dell'Ottocento rappresenta per lo Zen l'apice di un periodo di declino che era incominciato da lungo tempo; con i sistemi Soto e Rinzai sovvenzionati dalla nobiltà e dalla società giapponese, spesso ridotti nel loro ruolo di responsabili di funzioni religiose e di scuole di arte, l'insegnamento in Giappone perse man mano il suo vigore, ed aumentarono gli esempi di grandi maestri insofferenti verso la condotta degli abati e delle istituzioni del tempo, che vollero ritornare ad un insegnamento che mirasse di nuovo ad una rigorosa e vivace ricerca dell'illuminazione. In questa categoria si possono includere maestri di entrambe le tradizioni giapponesi come Ikkyū Sōjun, Shosan Suzuki o Bankei Yotaku, che vollero ritornare ad una ricerca genuina della sostanza dell'insegnamento, seguendo una propria modalità, alternativa alle forme e alle tradizioni delle grandi scuole.
Forse è proprio da questo tipo di esempi che Harada Daiun Sogaku trasse la spinta che lo portò al suo ruolo innovatore. 
Successore sia del maestro Soto Harada Sodo Kakusho sia del maestro Rinzai Dokutan Sosan, il maestro Harada riuscì ad integrare forme e metodi di entrambe le scuole in una forma nuova;  Harada, sebbene mantenesse la ritualità della scuola Soto, insegnava una pratica che includeva la meditazione sui Koan e la ricerca intensa, attraverso di essi, del Kenshō. Riuscì in questo modo a proporre uno Zen vigoroso rispetto a quello del tempo, che le scuole tradizionali avevano reso bolso e privo di attrattiva.
Sebbene le scelte introdotte da Harada nei propri monasteri fossero così radicali da poter quasi affermare che avesse fondato una nuova scuola, i suoi successori in Giappone, Hakuun Yasutani e Ban Tetsugyu Soin rimasero all'interno della tradizione Soto. 
L'insegnamento di questa scuola vedrà un particolarmente successo negli Stati Uniti, contribuendo a far germogliare molto dello Zen che si sarebbe sviluppato in Occidente.

### Zen in Occidente

#### Negli Stati Uniti
Nonostante sia difficile affermare con precisione quando l'Occidente sia venuto per la prima volta a conoscenza dello Zen come forma distinta di Buddismo, la visita negli Stati Uniti di Soyen Shaku a Chicago durante l'incontro mondiale del 1893 viene spesso indicata come evento che contribuì a presentarlo al pubblico americano. Fu però durante i tardi Anni Cinquanta e i primi Anni Sessanta che un buon numero di occidentali, oltre ai discendenti degli immigrati asiatici in Nord America, perseguì un interesse serio per lo Zen e cominciò a raggiungere un numero considerevole. Un altro contributo fondamentale a questa popolarità venne dato dai saggi pubblicati da D.T. Suzuki. e dai vari testi di Reginald Horace Blyth ed Alan Watts, pubblicati tra il 1950 e il 1975, come l'interesse per poeti Beat che usavano ispirare allo Zen le loro composizioni e rendere l'esempio iconoclasta dello Zen un esempio da seguire, Jack Kerouac, Allen Ginsberg and Gary Snyder.
Ma l'innesto dello Zen negli Stati Uniti che ebbe maggiore successo negli Stati Uniti trova i suoi patriarchi nei grandi nomi di 
Shunryu Suzuki Roshi, il discepolo di Yasutani roshi Taizan Maezumi e Shokaku Okumura, erede del maestro Kōdō Sawaki, fondatore del monastero giapponese Antaiji e indirettamente altro grande ispiratore per lo Zen occidentale.
Questi quattro nomi insieme rappresentano tre grandi lignaggi Soto e tre modi differenti con cui lo Zen si è trasmesso in Occidente.
Shunryu Suzuki (鈴木 俊隆 Suzuki Shunryū, nome di Dharma (kaimyo) Shōgaku Shunryū 祥岳俊隆, meglio noto come Suzuki Roshi) fu un monaco e maestro Sōtō Zen che ha aiutato a rendere popolare lo Zen negli Stati Uniti. È conosciuto per aver fondato il primo monastero buddista occidentale, il Tassajara Zen Mountain Center. Per un modello di pratica nella vita quotidiana di una città, Shunryu fondò il San Francisco Zen Center, che insieme con i templi ad esso affiliati, rappresenta una delle più influenti organizzazioni per la diffusione dello Zen negli Stati Uniti. Uno dei suoi testi, Mente Zen, Mente da Principiante, è uno dei libri che ha influito di più nella formazione dei praticanti Zen occidentali.
Gli eredi che Suzuki Roshi ha lasciato negli Stati Uniti, sono Richard Baker, maestro a sua volta di grandi protagonisti dello Zen americano, quali Issan Dorsey, Ryuten Paul Rosenblum e Hoitsu Suzuki.
Hakuun Yasutani (安谷 白雲 1885-1973) è stato un maestro Zen di tradizione Sōtō Rōshi e fondatore dell'organizzazione buddista laica Sanbo Kyodan. Yasutani è erede diretto del maestro eclettico Harada Daiun Sogaku.
L'organizzazione Sanbo Kyodan viene fondata proprio per proseguire il percorso di rinnovamento del maestro Harada; come il precursore fu anche il primo a riprendere ad allestire sessioni di meditazione ed insegnamenti dottrinali a praticanti laici, così Yasutani volle estendere questa possibilità creando un'associazione laica moderna, invece di un monastero tradizionale, per diffondere lo Zen in Giappone. 
Incidentalmente, la pratica viva di quest'organizzazione fu di esempio ad alcuni tra i maestri principali dello Zen americano. Grazie alla Sanbo Kyodan, emersero grandi patriarchi occidentali come Philip Kapleau, fondatore del Rochester Zen Center, nello stato di New York, e conosciuto per il suo celebre saggio I tre pilastri dello Zen o l'allievo giapponese Taizen Maezumi, maestro di grandi animatori dello Zen americano come Charlotte Yoko Beck e Tetsugen Bernard Glassman. L'erede Koun Yamada ebbe invece come successore il maestro hawaiano Robert Baker Aitken, altro esempio eclettico di patriarca di uno Zen di occidentale.

#### In Europa ed in Italia
Lo Zen in Europa trova invece il principale ispiratore nell'attività del monaco Taisen Deshimaru, allievo eterodosso di Kōdō Sawaki, ma non mancano neppure molte iniziative iniziate da altri allievi del lignaggio di Antaiji, grazie alle quali lo Zen Soto europeo prende oggi forma come fenomeno vivo ed in crescita. Non mancano naturalmente altre iniziative, ma di numero minore, di discepoli Rinzai.
In Italia, se l'eredità di Deshimaru trova l'allievo più longevo e famoso in Fausto Taiten Guareschi, fondatore del monastero Fudenji, il lignaggio di Kodo Uchiyama vede dei successori in grandi animatori come Mauricio Yushin Marassi, fondatore della comunità "La Stella del Mattino", Giuseppe Jiso Forzani, che ha condiviso con il sacerdote cristiano Luciano Mazzocchi la guida della comunità Vangelo e Zen, a Desio e Massimo Daido Strumia, erede del lignaggio di Gudo Uchiyama e fondatore dei centri Il Cerchio Vuoto di Torino e Bukkaidojo a Vercelli.
Il lignaggio di Harada Daiun Sogaku viene invece portato avanti dal Sangha del monastero Zen milanese Enso-ji Il Cerchio, fondato ed animato dal maestro Carlo Zendo Tetsugen Serra, allievo a sua volta del maestro Soto Ban Tetsugyu Soin, che propone la propria pratica ai monasteri Ensoji a Milano e Sanboji presso Pagazzano, in provincia di Parma.
Lo Zen Rinzai trova invece in Italia il suo animatore in Engaku Taino, allievo di Yamada Mumon e fondatore del centro di Scaramuccia, presso Orvieto, che vede gruppi di meditazione legati ad esso un po' in ogni regione.

### Fonti su Web
1. ↑   Zen Mind, Beginner's Mind, su petercoyote.com. URL consultato il 6 aprile 2015 (archiviato dall'url originale il 22 giugno 2020).
2. ↑   Reflections on Shunryu Suzuki's Zen Mind, Beginner's Mind, su thewayofseeing.com. URL consultato il 6 aprile 2015 (archiviato dall'url originale il 24 febbraio 2020).
3. ↑  Zen Mind, Beginner's Mind Archiviato il 4 febbraio 2015 in Internet Archive. at San Francisco Zen Center

### Ulteriori letture
- (EN) John McRae, Seeing Through Zen. Encounter, Transformation, and Genealogy in Chinese Chan Buddhism, The University Press Group Ltd, 2003, ISBN 978-0-520-23798-8.
- (EN) Andy Ferguson, Wudeng Huiyuan (Compendium of Five Lamps) [Zen's Chinese Heritage. The Masters and their Teachings], Wisdom publications, 2011  [13th century].